# 南北高速公路东线
南北高速公路东线（越南语：／，簡稱CT.01）是越南一条高速公路，全长1805公里，总投资成本预计为185亿美元。其中胡志明市 – 中良段已于2010年落成，其余路段处于建设中，规划中或准备招商的阶段展开投资。基本上，本公路与国道1号平行，始于河内，终于芹苴。大部分路段设计为4车道或6车道，离开河内和胡志明市的路段则设有8条车道。越南国会要求建造商在2021年基本完成各路段的修建工程。
2012年7月，纸桥－宁平高速公路通车，全长56公里，设计时速100公里，后升至120公里。
2015年2月，胡志明市－龙边－油椰高速公路通车，全长55公里，设计时速120公里。
岘港—广义高速公路为该高速的一部分。